# HMS Affray (P421)
Le HMS Affray (pennant number : P421) était un sous-marin britannique de classe Amphion de la Royal Navy. Il a été construit dans les dernières phases de la Seconde Guerre mondiale. Il était l’un des 16 sous-marins de sa classe qui ont été conçus à l’origine pour être utilisés dans l’océan Pacifique contre l’empire du Japon. Tous les navires de sa classe ont reçu des noms commençant par la lettre A. Le HMS Affray fut le seul navire de la Royal Navy à porter ce nom, désignant en anglais une échauffourée, une bagarre ou une rixe.
Le HMS Affray a été le dernier (à ce jour) sous-marin de la Royal Navy perdu en mer, le 16 avril 1951, avec la perte de 75 vies.

## Conception
Comme tous les sous-marins de classe Amphion, le HMS Affray avait un déplacement de 1 360 tonnes à la surface et de 1 590 tonnes lorsqu’il était immergé. Il avait une longueur totale de 89,46 m, un maître-bau de 6,81 m et un tirant d'eau de 5,51 m. Le sous-marin était propulsé par deux moteurs diesel à huit cylindres Admiralty ML développant chacun une puissance de 2 150 ch (1 600 kW). Il possédait également quatre moteurs électriques, produisant chacun 625 ch (466 kW) qui entraînaient deux arbres d'hélice. Il pouvait transporter un maximum de 219 tonnes de gazole, mais il transportait habituellement entre 159 et 165 tonnes.
Le sous-marin avait une vitesse maximale de 18,5 nœuds (34,3 km/h) en surface et de 8 nœuds (15 km/h) en immersion. Lorsqu’il était immergé, il pouvait faire route à 3 nœuds (5,6 km/h) sur 90 milles marins (170 km) ou à 8 nœuds (15 km/h) sur 16 milles marins (30 km). Lorsqu’il était en surface, il pouvait parcourir 15200 milles marins (28 200 km) à 10 nœuds (19 km/h) ou 10500 milles marins (19 400 km) à 11 nœuds (20 km/h). Le HMS Affray était équipé de dix tubes lance-torpilles de 21 pouces (533 mm), d’un canon naval QF de 4 pouces Mk XXIII, d’un canon de 20 mm Oerlikon et d’une mitrailleuse Vickers de .303 British. Ses tubes lance-torpilles étaient montés à la proue et la poupe, et il pouvait transporter vingt torpilles. Son effectif était de soixante et un membres d’équipage.

## Engagements

### Début de carrière
Le HMS Affray fut construit au chantier naval Cammell Laird à Birkenhead. Sa quille fut posée le 16 janvier 1944, il est lancé le 12 avril 1944 et mis en service le 25 novembre 1945. Le HMS Affray et ses sister-ships étaient des sous-marins à la pointe de la technologie au moment de leur lancement. Ils étaient l’aboutissement d’un développement rapide des sous-marins entraîné par la Seconde Guerre mondiale. Certains éléments de leur conception ont été inspirés de sous-marins allemands capturés. Leur mode de fabrication modulaire et la coque entièrement soudée étaient uniques à l’époque. Pour opérer en Extrême-Orient, ils étaient équipés de réfrigération et de deux énormes climatiseurs, et tous les logements de l’équipage étaient placés aussi loin que possible de la salle des machines. Ils avaient également dix tubes lance-torpilles, qui faisaient de cette classe l’un des sous-marins les plus redoutables au monde à cette époque.
Le HMS Affray a été envoyé auprès du ravitailleur de sous-marins HMS Montclare à Rothesay, dans le cadre de la 3ème flottille de sous-marins, avant de rejoindre ses sister-ships HMS Amphion, HMS Astute, HMS Auriga, HMS Aurochs et le ravitailleur de sous-marins HMS Adamant dans la British Pacific Fleet. Les quatre années suivantes, le HMS Affray a voyagé et a pris part à des exercices partout dans le monde, visitant des endroits tels que l’Australie, Singapour, le Japon, le Maroc, l’Afrique du Sud, Pearl Harbor et Bergen (Norvège).

### Refonte
Le 11 mars 1949, il a été transféré à la réserve de la 5e flottille de sous-marins et est entré en cale sèche pour être modernisé avec un mât de schnorchel (dispositif de plongée avec tuba) : un tube en acier levé et abaissé pneumatiquement, qui, lorsqu’il était en position verticale, fonctionnait comme un dispositif d’adduction d’air et d’expulsion de gaz d'échappement. Une fois vertical, il était autobloquant et aspirait l’air dans le sous-marin en immersion périscopique, permettant au sous-marin de rester sous l’eau, de faire fonctionner ses moteurs diesel pour la propulsion et de recharger ses batteries. Au point où l’entrée d’air pénétrait dans la coque sous pression du sous-marin, il y avait une coulée bulbeuse, fixée à environ un demi-mètre au-dessus de la coque, qui abritait la vanne d’induction principale. Ce boîtier très important était totalement dissimulé et protégé par la coque externe. Le mât schnorchel du HMS Affray a été conçu pour l’admission d’air et la ventilation des gaz d’échappement. Plus tard cela a été changé, de sorte que le mât schnorchel était seulement une prise d’air, et l’échappement a été déplacé à l’arrière du kiosque. Le mât schnorchel avait une vanne à flotteur qui se fermait automatiquement si le sous-marin passait sous la profondeur d’immersion périscopique. En décembre 1949, le HMS Affray est envoyé en mer Méditerranée. Il a été noté lors de plongées profondes dans cette mer qu’il a commencé à « fuir comme une passoire » et que les moteurs diesels de la classe Admiralty commençaient à laisser fuir du gasoil.
En janvier 1951, le HMS Affray a été transféré à la base navale de Portsmouth pour rejoindre le groupe de réserve « G ». En mars, il a été sorti de la réserve, et le lieutenant John Blackburn, DSC, a été nommé commandant et chargé de le mettre en état opérationnel, ainsi que son nouvel équipage.

### Perte
Le 16 avril 1951, le HMS Affray part pour une mission de guerre simulée appelée Exercise Spring Train, avec un équipage réduit de 50 personnes sur 61. Ils ont été rejoints par un sergent, un caporal et deux marines du Special Boat Service, plus un ingénieur commandant, un instructeur naval, sept lieutenants ingénieurs et 13 sous-lieutenants. Les deux derniers groupes suivaient une formation d’officier de sous-marins. Cela a porté son effectif à 75 au total. Les ordres de son capitaine étaient exceptionnellement souples : les Marines devaient être déposés quelque part le long de la côte sud-ouest de l’Angleterre (le capitaine a dit à l’Amirauté qu’il avait choisi une plage isolée en Cornouailles), débarquer et revenir sous le couvert de l’obscurité. L’exercice devait se poursuivre jusqu’à ce que le HMS Affray retourne à la base le 23 avril pour des réparations de défauts essentiels, y compris une fuite dans un compartiment de batteries. Le HMS Affray a quitté son port d'attache à environ 16 heures. À 21 heures, il a établi un contact normal pour confirmer sa position, son cap, sa vitesse, etc. et il a indiqué qu’il se préparait à plonger. Le dernier navire à l’avoir vu à la surface était le destroyer de classe « Co » HMS Contest, rentrant à Portsmouth ce soir-là. Alors qu’ils se croisaient, les deux navires se sont salués. Lorsque le HMS Affray n’a pas fait son rapport, prévu le lendemain à 08 heures, il a été déclaré disparu et des recherches ont immédiatement commencé.

### Les recherches
Des stations côtières ont appelé le Affray toute la journée, et le HMS Agincourt a dirigé une flotte de navires de recherche qui a finalement totalisé 24 navires de quatre nations. La 2e flottille d’entraînement de Portland, qui comprenait le HMS Tintagel Castle, le HMS Flint Castle, le HMS Hedingham Castle et le navire d’essai d’ASDIC (sonar) HMS Helmsdale, quitta Portland. Au large de Portland, ils ont été rejoints par les sous-marins HMS Scorcher, HMS Scythian et HMS Sirdar, tous arborant de grands drapeaux blancs pour les distinguer du Affray. Le Sirdar s’est ensuite posé sur le fond marin pendant six heures, pendant que les bateaux ASDIC se familiarisaient avec l’identification d’un sous-marin posé sur le fond. Le mot de code « SUBMISS » a été envoyé à tous les navires des marines de l’OTAN pour les informer du fait que le Affray était manquant et que tous les autres navires de la classe Amphion étaient confinés au port en attendant l’enquête sur ce qui était arrivé à leur sister-ship disparu. Au moment où le Affray a disparu, c’était un si grand événement en Grande-Bretagne qu’il a relégué en page deux des journaux nationaux les premiers événements qui ont abouti à la crise du canal de Suez. Il y avait une certaine urgence dans les 48 heures initiales de la recherche, car on estimait que l’équipage ne survivrait pas beaucoup plus longtemps que cela s’il avait survécu au naufrage. Au cours de la recherche, un signal en Code Morse international (via un tapotement sur la coque du sous-marin) avait été reçu par deux des navires de recherche, disant « Nous sommes piégés sur le fond », mais cela n’a pas aidé à localiser le sous-marin. Des récits différents indiquent cependant qu’un tapotement, initialement censé provenir de l’équipage piégé, a été entendu, mais après enquête ultérieure, l’Amirauté a jugé qu’il provenait d’autres navires impliqués dans la recherche. Après trois jours, les recherches ont été ralenties et moins de navires ont été mobilisés pour localiser le Affray. En Grande-Bretagne, la disparition du sous-marin a reçu beaucoup de publicité. Les rumeurs abondaient, parlant d’une mutinerie, et même d’une capture par les Russes. Pendant ce temps, la Royal Navy poursuivait ses recherches. Pendant la recherche, beaucoup de choses étranges se sont produites. Le plus étrange était un objet massif qui fut détecté sur le fond marin par un sonar. Le navire de recherche, réalisant qu’il ne pouvait pas être le Affray en raison de sa taille, a continué sa route. Quand il est revenu plusieurs jours plus tard pour établir ce que c’était, il était parti. Un autre événement étrange est que la femme du capitaine de l’un des sous-marins jumeaux du Affray a affirmé avoir vu un fantôme, en uniforme d’officier de sous-marins mouillé et dégoulinant d’eau, lui indiquer l’emplacement du sous-marin coulé. Cette position s’est avérée plus tard correcte. Elle l’a reconnu comme un officier mort pendant la Seconde Guerre mondiale, et non comme un membre d’équipage du Affray. Comme il y avait tant d’épaves jonchant la Manche (161 ont été retrouvées, la plupart d’entre elles ayant été coulées pendant la Seconde Guerre mondiale), il a fallu près de deux mois avant que le Affray ne soit localisé.

### Découverte de l’épave
Le 14 juin, le principal navire de recherche, le HMS Loch Insh, a établi un contact sonar au bord de la fosse des Casquets (en anglais Hurd's Deep), une vallée sous-marine profonde dans la Manche. Une marée noire avait été aperçue à cet endroit au moment où le Affray a disparu, mais elle se trouvait dans une zone qui avait déjà été fouillée auparavant. Le capitaine du Loch Insh qui, en tant qu’ancien sous-marinier, était convaincu qu’il s’agissait du Affray, a lancé un appel très excité au HMS Reclaim, qui est arrivé plusieurs heures plus tard. Un plongeur a été envoyé jusqu’au contact sonar, et a déclaré avoir vu une longue main courante blanche, avant d’être entraîné par la force du courant. En raison des conditions météorologiques pires que d’habitude, l’équipage a décidé d’utiliser la caméra sous-marine, au sujet de laquelle ils étaient auparavant sceptiques. Dès qu’elle a été envoyée sous l’eau, la toute première chose que la caméra a repéré étaient les lettres « YARFFA » : Affray à l’envers. Enfin, l’épave avait été retrouvée. Elle était à 17 miles (27 km) au nord-ouest d’Aurigny, beaucoup plus proche de la France que de l’Angleterre. Elle était couchée légèrement à bâbord face au nord-est dans 86 mètres d’eau, et au cours des mois suivants, elle a glissé un peu plus sur bâbord où elle semble s’être posée avec un angle d’environ 50 degrés. Les plongeurs n’ont trouvé aucune preuve de collision ou de dommages à la coque, au boîtier ou au pont, et il a été noté que le périscope de recherche et le mât radar de l’ANF étaient relevés, ce qui indique qu’il se trouvait en immersion périscopique lorsqu’il a sombré. Cependant, le mât schnorchel avait été brisé et gisait à côté du sous-marin, auquel il n’était plus rattaché que par un mince lambeau de métal. Les trappes et les portes des tubes lance-torpilles étaient toutes fermées. Les deux bouées de secours étaient toujours situées dans leur logement. Elles n’auraient pas pu être libérées, car les caillebotis en bois articulés qui les retenaient avaient été fermés par un câble. Malheureusement, on a découvert plus tard qu’ils avaient été fermés parce qu’ils se sont souvent ouverts pendant que le sous-marin était en route. Il est évident qu’aucune tentative d’évacuation n’avait été faite. Le seul indice externe que l’équipage avait fait quelque chose pour se sortir de cette situation était que les hydroplanes d’étrave étaient réglés pour faire surface rapidement. Les télégraphes du pont étaient également en position d’arrêt. Le mât schnorchel était la seule partie du sous-marin qui a été récupérée, et il a été plus tard déterminé que sa fabrication était défectueuse. Cela a peut-être contribué au naufrage du Affray (voir ci-dessous).

### Cause de la perte
De nombreuses raisons ont été avancées pour déterminer l’origine du naufrage du sous-marin. Le mât schnorchel était cassé et se trouvait à côté de la coque, donc au départ, on pensait qu’il avait cassé et inondé le sous-marin. Après une inspection détaillée du mât schnorchel lui-même, qui ne montrait aucun signe de collision, on a pensé qu’il était plus probable qu’il avait été brisé lorsque le sous-marin a heurté le fond. Le mât schnorchel a été testé plus tard, et bien qu’il se soit avéré être de fabrication défectueuse, les essais ont indiqué qu’il aurait dû encore tenir à une utilisation normale. Une explosion de batterie a également été suggérée comme une possibilité. La Royal Navy avait essayé de scanner l’intérieur lorsque le Affray a été découvert pour la première fois, à l’aide d’un engin de radiographie primitif. Cela a livré peu d’informations sur l’état interne du sous-marin, mais cela semblait montrer que la vanne interne du mât schnorchel était en position ouverte, ce qui indiquerait qu’au moins un compartiment étanche a été inondé et qu’une partie de l’équipage s’était noyée lorsqu’il a touché le fond pour la première fois (voir le USS Squalus pour une situation similaire). Au cours de cette tentative, l’une des capsules à rayons X (de la taille d’un pois) a été accidentellement perdue près du sous-marin et l’Amirauté a décidé de ne pas tenter d’établir pourquoi le Affray a coulé, principalement en raison des divers dangers pour les plongeurs. Un plongeur de la Royal Navy avait déjà perdu la vie en essayant d’identifier un autre sous-marin coulé. Une théorie plus récente avancée par quelques experts est que le mât schnorchel a plongé sous la surface et que la vanne à flotteur (décrite ci-dessus) s’est coincée ou n’a pas réussi à empêcher l’eau de pénétrer dans le sous-marin. Avec jusqu’à 13 tonnes d’eau par minute entrant dans le sous-marin, cela aurait pu le faire couler rapidement au fond. Avec un équipage réduit et tous les stagiaires qui gênaient les manœuvres, il y aurait eu du retard dans l’arrêt de l’afflux d’eau. Au moment où la vanne a été fermée ou le compartiment inondé qui contenait la vanne isolé, il y aurait eu tellement d’eau à bord que même chasser tous ses ballasts n’aurait pas été suffisant pour le faire remonter à la surface. Ou alors, si le (ou les) compartiments inondés comprenaient le central opérations, il n’y aurait eu plus personne de vivant pour chasser aux ballasts. Il est également possible, avec des stagiaires à bord susceptibles de manœuvrer eux-mêmes des commandes, qu’un problème avec l’embrayage ait provoqué l’accélération du Affray vers le fond de la mer, mettant hors service certaines parties du sous-marin qui l’auraient aidé à remonter à la surface.

### Nouvelle visite
Près d’un demi-siècle après le naufrage, Innes McCartney, un plongeur expérimenté de Trimix passionné par les sous-marins coulés, a obtenu la position du Affray auprès du ministère de la Défense et a plongé sur le sous-marin coulé. Il a déclaré ce qui suit :

« Alors que nous descendions le long de la ligne de plongée, une grande forme sombre a émergé de l’obscurité. Peu de lumière solaire pénètre à 83 mètres, même par une belle journée au bord de Hurd Deep, et il fallut un certain temps avant que nous reconnaissions la forme caractéristique d’un sous-marin. C’est un spectacle extrêmement impressionnant, se dressant presque totalement sur le fond marin dur, présentant plus de 10 mètres de hauteur par endroits. Notre éclairage a montré qu’elle est maintenant couverte d’éponges et d’anémones de mer, apportant une note de couleur bienvenue dans l’obscurité. La première chose qui m’a frappé à propos de l’épave était sa taille. C’est l’une des plus grandes épaves sous-marines de la Manche et un plongeur a du mal à nager tout autour d’elle en une seule plongée. Elle est légèrement allongée sur son côté bâbord, avec son étrave pointant vers le nord-est. Elle n’est pas très fortement couverte de filets de pêche, avec seulement quelques casiers à homards accrochés autour de la coque. L’épave est en très bon état de conservation compte tenu des 47 années qu’elle a passées sur le fond marin. Son pont est complètement intact avec ses tubes de communication, l’habitacle du projecteur et des antennes radio toutes en évidence. Sur le côté du kiosque, les feux de navigation sont présents et l’échelle du kiosque est toujours en place. Ses puits de périscope sont fièrement droits et même les câbles qui les séparaient sont toujours là. À l’avant du kiosque, le pont avant est intact et l’écoutille des servants du canon de pont est bien visible. J’avais hâte de trouver le berceau dans lequel se trouvait le mât du schnorchel lorsqu’il était utilisé. C’était du côté bâbord, derrière la tour et lors de notre deuxième plongée sur l’épave, je l’ai trouvé. La base du mât schnorchel était toujours en place, et la zone où le mât s’est détaché était clairement visible. Lors d’une visite ultérieure au Royal Navy Submarine Museum, j’ai vu la base de la section du mât qui a été repéchée. Ils s’emboîteraient toujours parfaitement. Les hydroplanes avant et arrière sont toujours en position et les tubes lance-torpilles externes sur la proue sont un spectacle très impressionnant. À l’arrière du kiosque, il y a des preuves des tentatives de sauvetage faites par la Royal Navy en 1951. L’équipe de plongée n’a découvert aucun autre dommage à l’épave, à l’exception du mât schnorchel manquant. Cela est conforme aux conclusions de l’enquête de la Royal Navy. Il demeure un rappel important et salutaire de notre patrimoine naval. Très peu de plongeurs au Royaume-Uni ont l’expérience et la capacité d’entreprendre une telle plongée. Cela devrait garantir que le HMS Affray reste intact pour la postérité. C’est une sépulture de guerre et la dernière demeure où reposent 75 membres de la marine, et cela doit être respecté. »

L’équipage reste enseveli dans le sous-marin à l’extrémité nord de Hurd’s Deep. En 2001, en vertu de la loi de 1986 sur la protection des sépultures militaires, le HMS Affray est devenu un site contrôlé , ce qui rend illégal d’y plonger sans permission du ministère de la Défense.